# Palazzo Ciccarelli di Cesavolpe
Il palazzo Ciccarelli di Cesavolpe è un palazzo monumentale di Napoli situato in piazza Santa Maria degli Angeli a Pizzofalcone, nel quartiere San Ferdinando.

## Storia
Nel 1575 apparteneva insieme ad un palazzo attiguo su via Monte di Dio ai principi di Melfi Doria del Carretto per passare poi in eredità, alla morte di Zenobia del Carretto Doria al consorte di quest'ultima, Gianandrea Doria, che nel 1595 lo vendette ai teatini.
L'edificio passò in proprietà a don Pietro Castellet, reggente della Vicaria, il quale fece eseguire importanti lavori di ristrutturazione per l'arrivo del Cardinale Zapata, che fu qui ospitato prima di trasferirsi nel palazzo situato nell'odierna piazza Trieste e Trento.
In seguito Luigi Castellet, figlio di don Pietro, nel 1642 cedette i due immobili al nuovo reggente della Vicaria, don Diego Bernardo Zufia. Alla morte di questi l'immobile venne diviso tra le sue figlie, Giuseppa e Isabella.
Successivamente nella metà del XIX secolo il barone Francesco Antonio Ciccarelli, investito del titolo di marchese di Cesavolpe nel 1857, acquistò entrambi i palazzi dai Ruffo di Scilla e li abbellì affidando i lavori all'architetto Cesare Cardona che ne fece una dimora di gran lusso e grandiosità, tanto da essere considerato uno dei palazzi più belli della città.
All'inizio del XX secolo divenne possedimento della famiglia Del Balzo dopo il matrimonio tra don Nicola del Balzo, duca di Presenzano ed Enrichetta Ciccarelli, marchesa di Cesavolpe. In codesto palazzo abitarono Matilde Serao e Edoardo Scarfoglio, dopo che il 28 febbraio del 1885 convolarono a nozze e nel quale ebbero quattro figli, tutti maschi: Antonio, Carlo e Paolo (gemelli) e Michele.
Oggi ospita molti appartamenti privati, ma anche la sede della Municipalità 1 di Napoli.

## Altre immagini

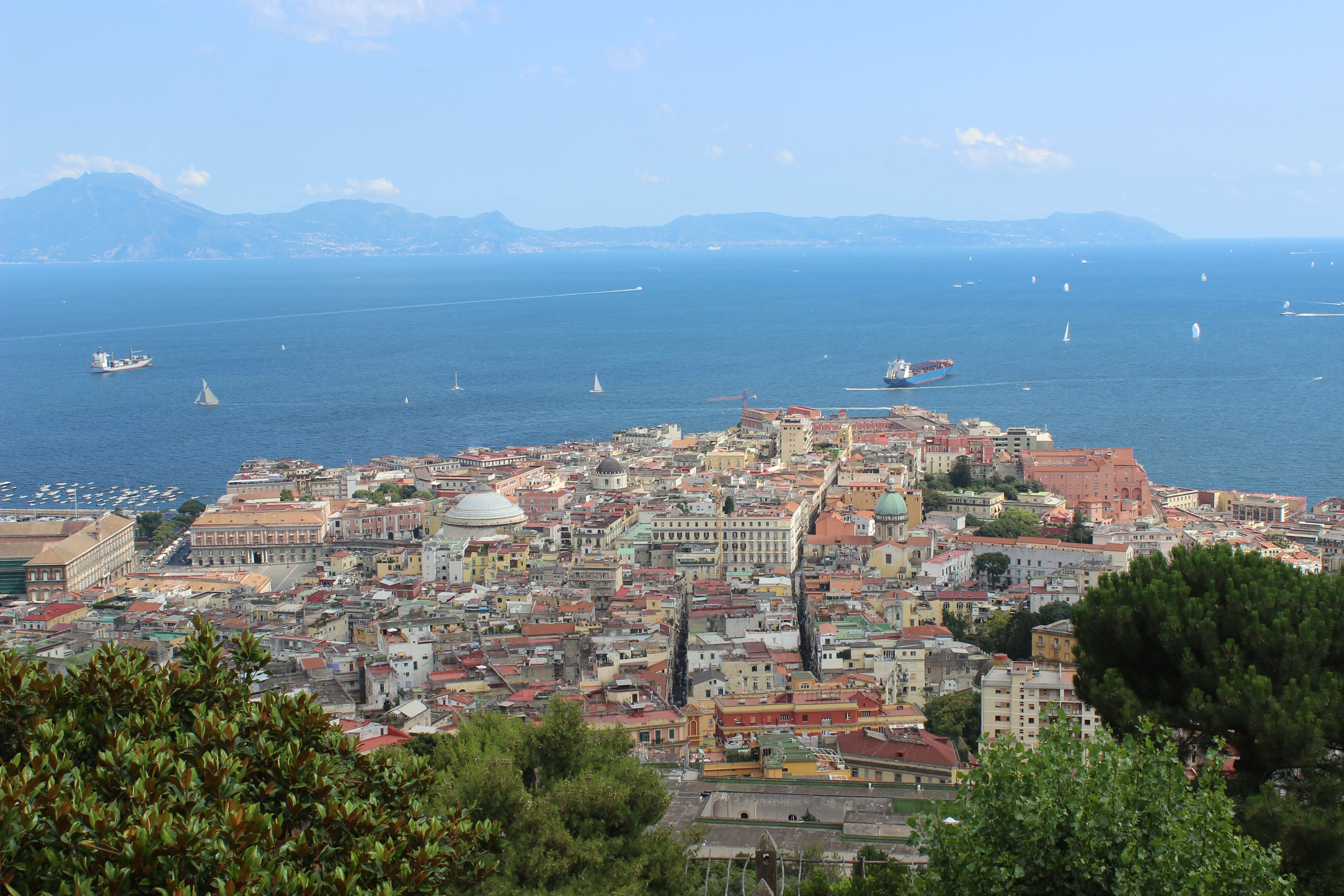
Foto della Collina di Pizzofalcone dalla Certosa di San Martino; si riconosce la grande mole del palazzo accanto alla Chiesa di Santa Maria degli Angeli.
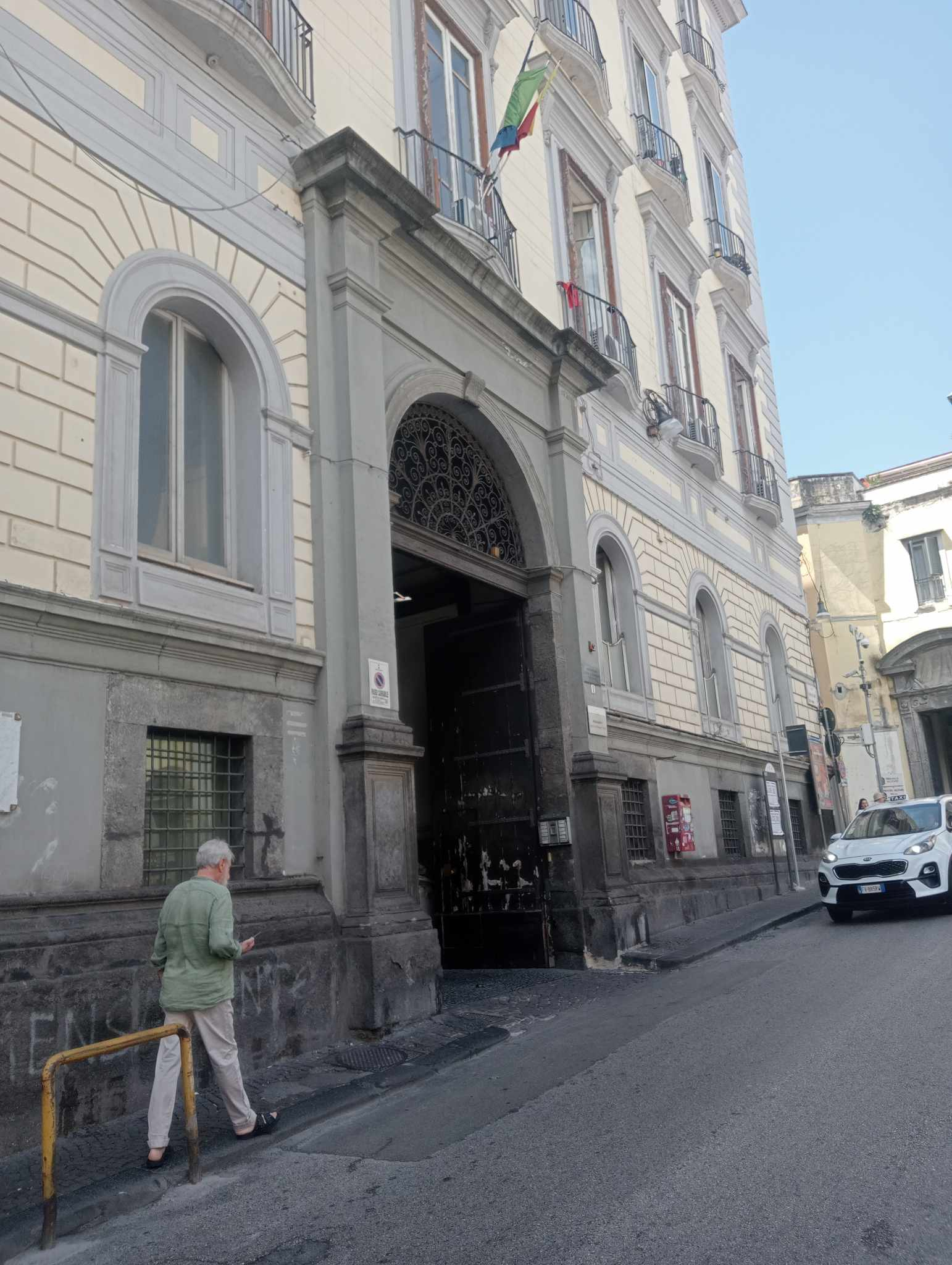
Il portale del palazzo